# Estación de Las Cuevas
Las Cuevas es un apeadero ferroviario clausurado en el municipio español de Utiel, en la provincia de Valencia. Disponía de servicios de media distancia operados por Renfe, hasta el 8 de enero de 2021.

## Situación ferroviaria
La estación se encuentra a 792,29 metros de altitud en el punto kilométrico 256,040 de la línea férrea 310 de la red ferroviaria española que une Aranjuez con Valencia, entre las estaciones de Camporrobles y de Utiel. El tramo es de vía única y está sin electrificar. 

## Historia
La estación fue inaugurada oficialmente el 25 de noviembre de 1947 bajo el mando de RENFE creada en 1941 con la nacionalización del ferrocarril en España. Sin embargo poco tenía que ver la nueva compañía estatal en una línea que se había gestado mucho antes y que la difícil orografía y la Guerra Civil se encargaron de retrasar. La infraestructura se enmarcó dentro de la línea Cuenca-Utiel que buscaba unir el trazado Madrid-Aranjuez-Cuenca con el Utiel-Valencia para crear lo que su época se conoció como el ferrocarril directo de Madrid a Valencia. Inicialmente adjudicada a la Constructora Bernal, las obras fueron finalmente iniciadas en 1926 por la empresa Cesaraugusta S.A. quien compró los derechos a la anterior. La Guerra Civil marcó la rescisión del contrato en 1936 y la apertura parcial de algunos tramos más con fines militares que civiles. Concluido el conflicto una nueva constructora llamada ABC remataría la obra incluyendo algunos viaductos especialmente complejos hasta la inauguración total por parte del general Franco en 1947.
Desde enero de 2005 el ente Renfe Operadora explota la línea mientras que Adif es la titular de las infraestructuras.
Desde el 4 de marzo de 2023 se encuentra clausurada y dada de baja como dependencia de la línea.

## La estación
Hay que distinguir entre el apeadero junto al casco urbano y la antigua estación situada a 600 metros en dirección Valencia y sin servicio. Esta última disponía de una vía derivada, ya retirada, donde efectuaban parada los trenes frente al viejo edificio de viajeros. En cuanto al apeadero, cabe decir que su andén no es accesible para personas con movilidad reducida, pues hay que salvar con escalones un importante desnivel.